# Merulinidae
Famille
Synonymes
- Pectiniidae
- Trachyphyllidae Wells, 1956
- Trachyphylliidae Verrill, 1901

Les Merulinidae constituent une famille de coraux scléractiniaires (coraux durs).

## Description et caractéristiques
Toutes les espèces de cette famille sont coloniales et hermatypiques. La structure squelettique est de type favidée, mais en plus fusionné, sans lobes paliformes. Les vallées sont superficielles ou peuvent être dissimulées à cause des contorsions. 
Cette famille est depuis une vaste étude de 2012 l'héritière (avec les Mussidae) de la famille obsolète des Faviidae.

## Liste des genres
Cette famille comporte actuellement 144 espèces actuelles, divisées en 24 genres.
Selon World Register of Marine Species (18 novembre 2014) :
- genre Astrea Lamarck, 1801 — 4 espèces vivantes et 2 éteintes
- genre Australogyra Veron & Pichon, 1982 — 1 espèce
- genre Boninastrea Yabe & Sugiyama, 1935 — 1 espèce
- genre Caulastraea Dana, 1846 — 5 espèces
- genre Coelastrea Verrill, 1866 — 3 espèces
- genre Cyphastrea Milne Edwards & Haime, 1848 — 8 espèces
- genre Dipsastraea Blainville, 1830 — 22 espèces
- genre Echinopora Lamarck, 1816 — 15 espèces
- genre Erythrastrea Pichon, Scheer & Pillai, 1983 — 2 espèces
- genre Favites Link, 1807 — 20 espèces
- genre Goniastrea Milne Edwards & Haime, 1848 — 9 espèces
- genre Hydnophora Fischer von Waldheim, 1807 — 6 espèces
- genre Leptoria Milne Edwards & Haime, 1848 — 2 espèces
- genre Merulina Ehrenberg, 1834 — 4 espèces
- genre Mycedium Milne Edwards & Haime, 1851 — 7 espèces
- genre Orbicella Dana, 1846 — 3 espèces
- genre Oulophyllia Milne Edwards & Haime, 1848 — 3 espèces
- genre Paragoniastrea Huang, Benzoni & Budd, 2014 — 3 espèces
- genre Paramontastraea Huang & Budd, 2014 — 3 espèces
- genre Pectinia Blainville, 1825 — 9 espèces
- genre Physophyllia Duncan, 1884 — 1 espèce
- genre Platygyra Ehrenberg, 1834 — 11 espèces
- genre Scapophyllia Milne Edwards & Haime, 1848 — 1 espèce
- genre Trachyphyllia Milne Edwards & Haime, 1849 — 1 espèce

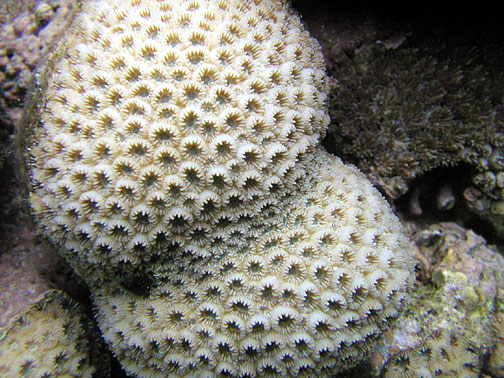
Astrea curta
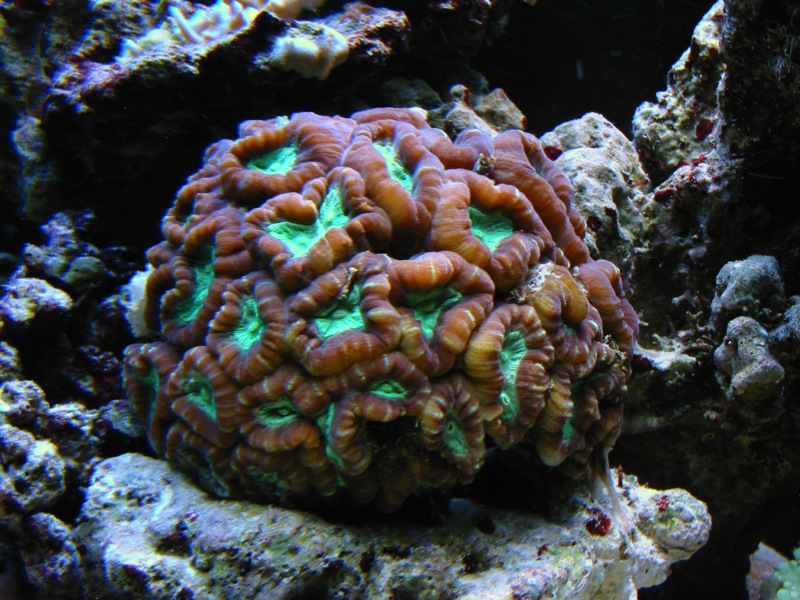
Caulastraea furcata
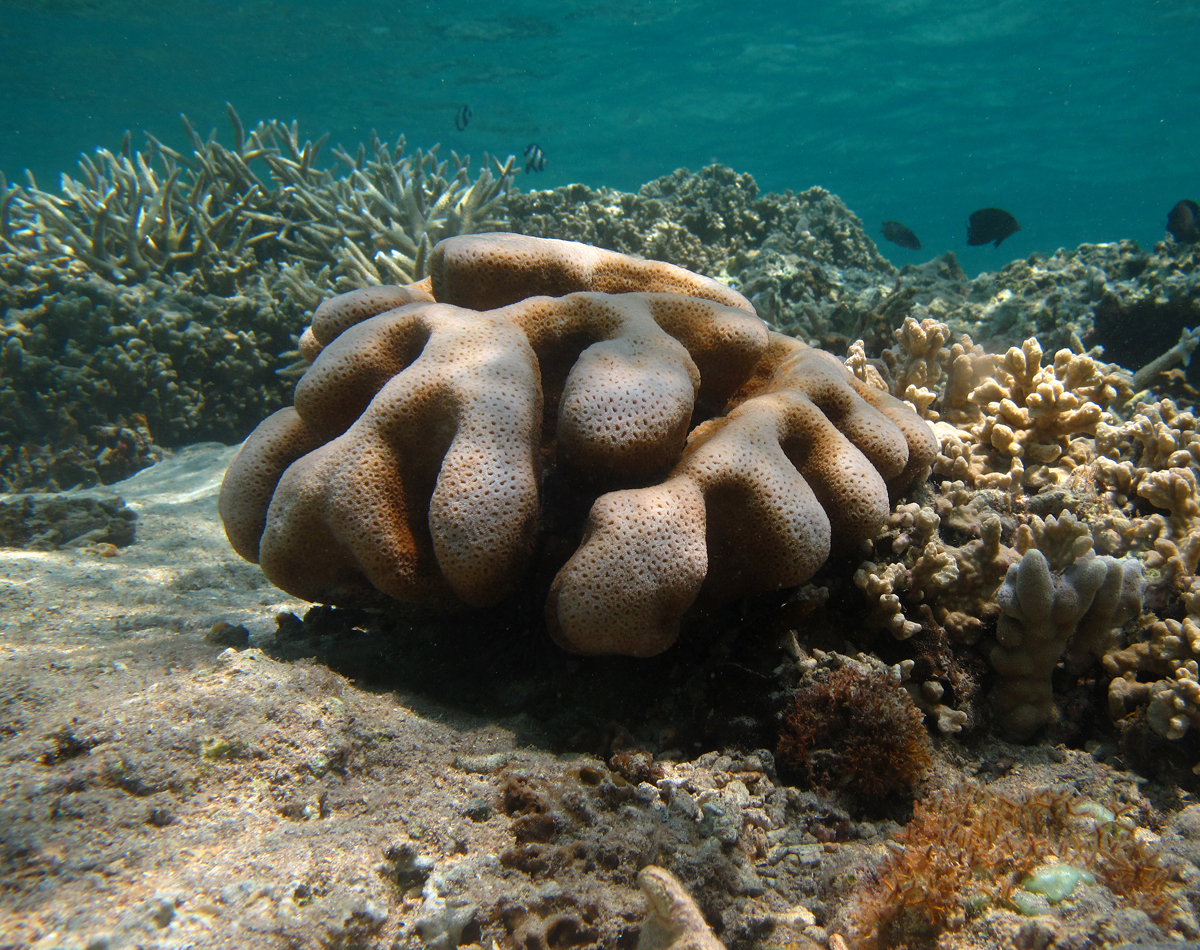
Cyphastrea serailia
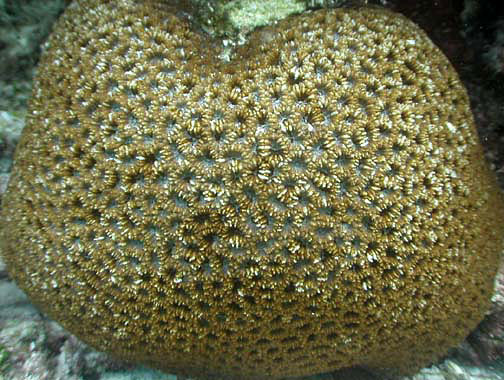
Dipsastraea matthaii
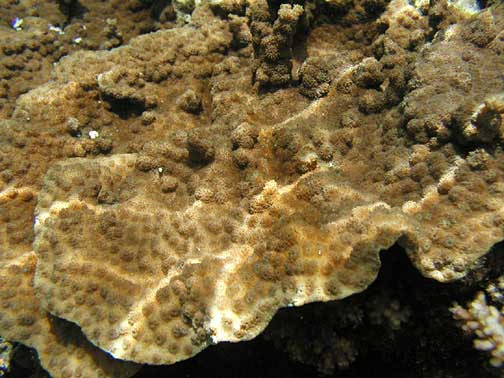
Echinopora lamellosa
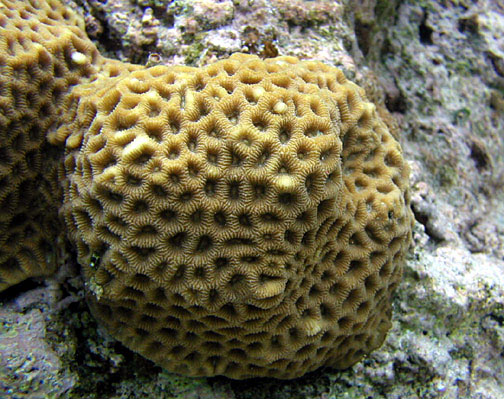
Favites abdita
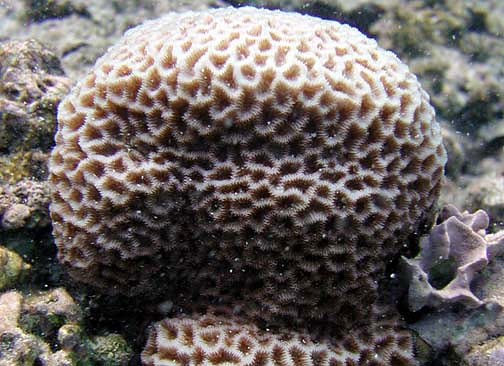
Goniastrea favulus
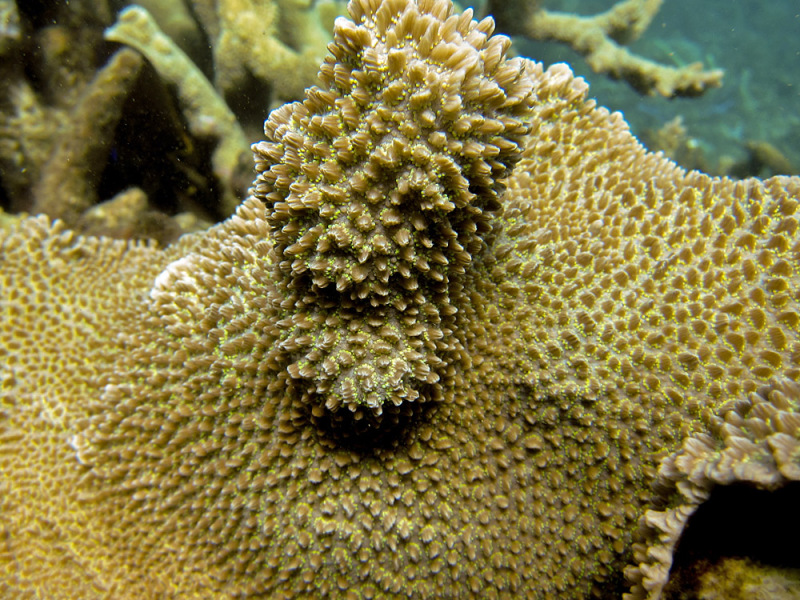
Hydnophora exesa
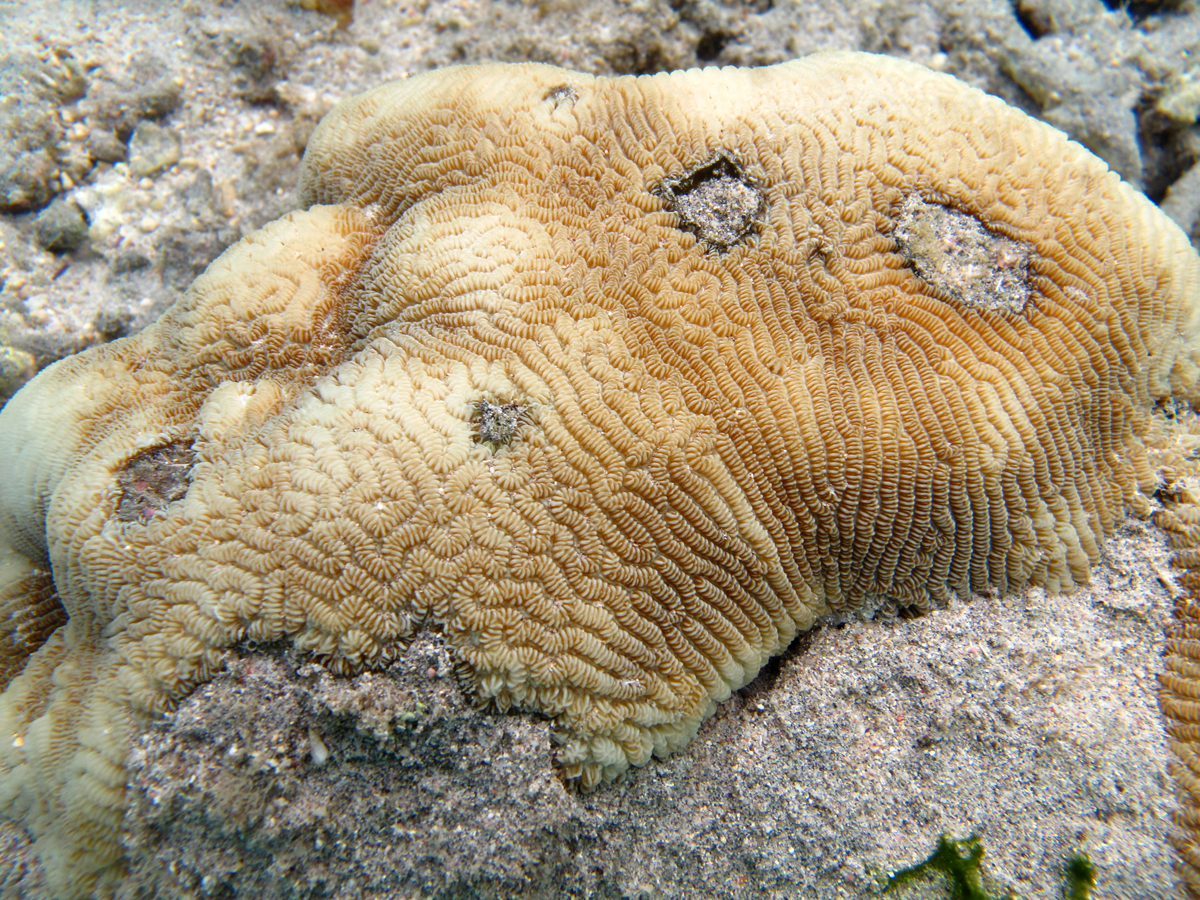
Leptoria phrygia
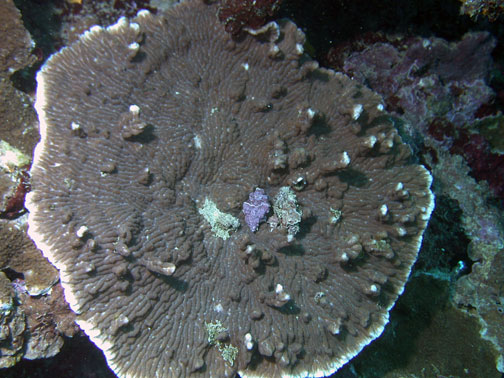
Merulina ampliata
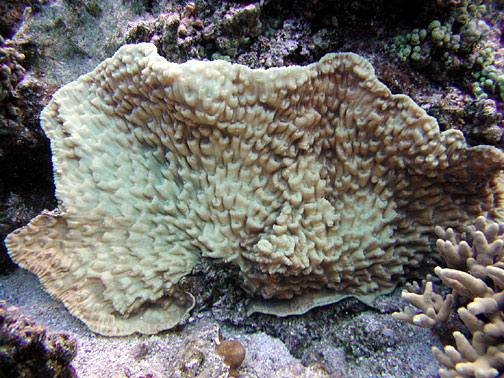
Mycedium elephantotus
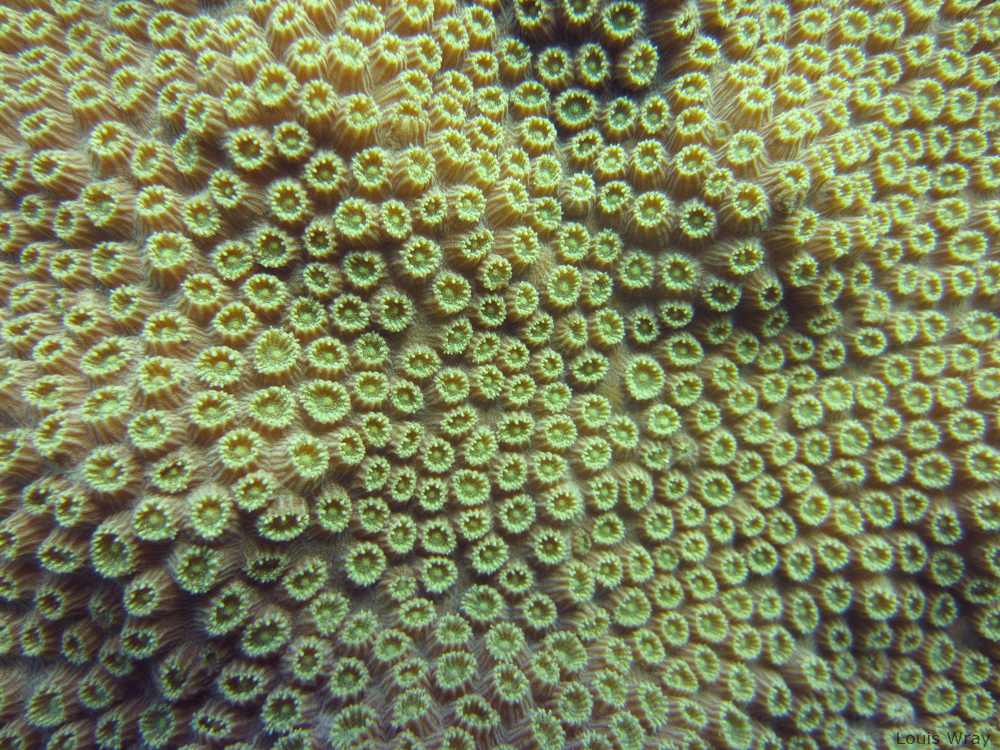
Orbicella annularis
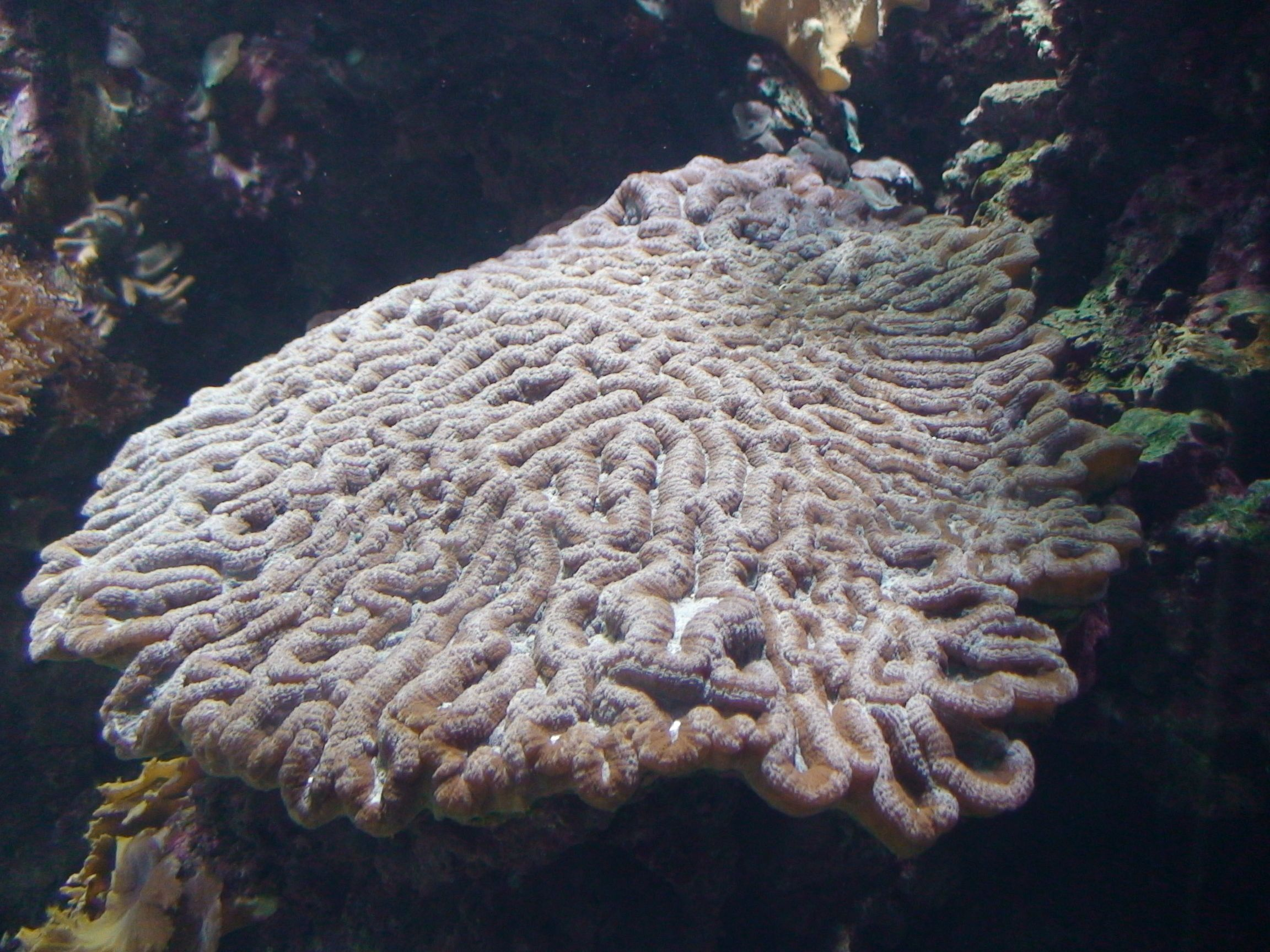
Oulophyllia crispa
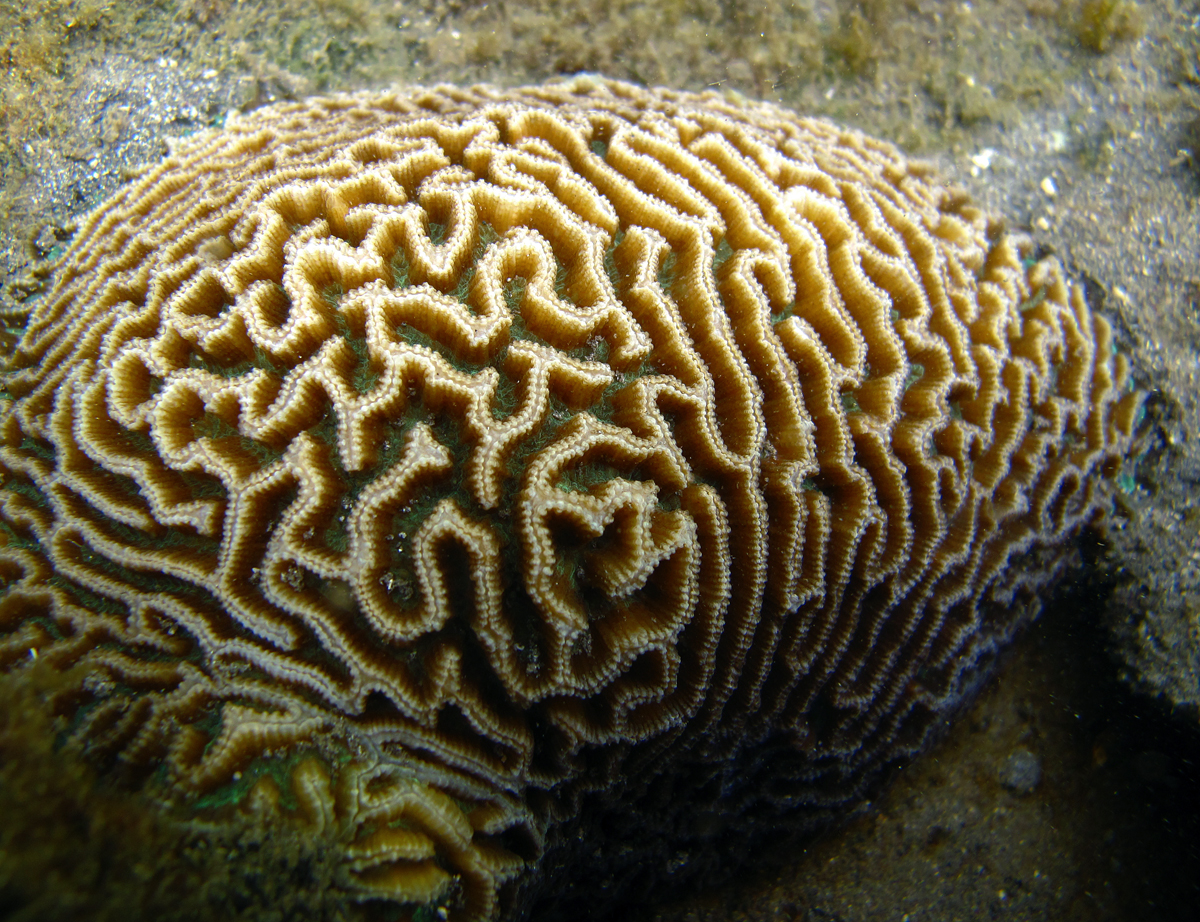
Platygyra daedalea